# Semiothisa cyda
Semiothisa cyda là một loài bướm đêm trong họ Geometridae.